# Краковский экономический университет
Государственный экономический университет в Кракове — один из пяти университетов народного хозяйства в Польше.
Основан в 1925 году. Является одним из крупнейших государственных экономических университетов Польши и входит в тройку крупнейших университетов Кракова, наряду с Ягеллонским университетом и Университетом науки и технологии AGH. Его девиз и основная миссия: «Rerum cognoscere causas et valorem», что в переводе на русский означает: «Изучать причины и значение вещей». Кампус университета расположен недалеко от исторического центра города Краков, и туда можно добраться пешком или на общественном транспорте. В дополнение к основному кампусу в Кракове, университет также имеет семь центров дистанционного образования в различных городах региона.